# 우에스기 쓰나카쓰

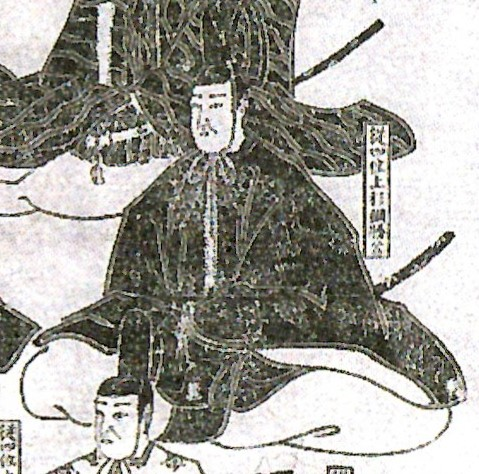

우에스기 쓰나카쓰(일본어: 上杉綱勝, 1639년 1월 25일 ~ 1664년 6월 30일)는 일본 에도 시대의 다이묘로, 데와국 요네자와번의 3대 번주이다. 통칭은 기헤이지(喜平次)이며, 관위는 종4위하, 하리마노카미, 시종(侍従)이다.

## 생애
간에이 15년 12월 22일, 요네자와 번의 2대 번주 우에스기 사다카쓰의 아들로 태어났다. 쇼호 2년(1645년), 아버지 사다카쓰가 사망함에 따라 번주직을 계승하였다. 게이안 2년(1649년), 에도 성 성벽 공사 명령을 받아, 번 재정은 악화 일로를 걸었다. 치세 중에 개척지의 토지 조사 등 공조 제도 정비를 추진하였다. 게이안 4년(1651년)에 모시 검지(青苧検地)를 시행하여 번의 매상 총액을 530자루로 하였다. 또 메이레키 3년(1657년)에는 납방신장(納方新帳)을 편성하였다. 한편 영내의 크리스천 탄압을 강화하여, 조오 3년(1654년)에는 에도 막부 로주의 명에 의해 일문(一門)인 야마우라 미쓰노리 등을 사형에 처하기도 하였다.
만지 2년(1659년)에 호시나 마사유키의 맏딸로 쓰나카쓰의 정실인 하루히메(媛姫)가 19세로 사망하자, 쓰나카쓰는 계실(繼室)을 맞이하지만 그 후 간분 4년(1664년)에 후사도 없이, 후계자를 지목하지도 않은 채로 급사하고 말았다. 원칙대로라면 우에스기 가문은 후사가 없어 단절될 터였으나, 쓰나카쓰의 장인 호시나 마사유키의 중개 등도 있어서, 쓰나카쓰의 동생 도미코(富子)의 남편인 기라 요시히사의 맏아들 우에스기 쓰나노리를 말기양자로 들여 쓰나카쓰의 뒤를 이음으로써 가문 존속이 허락되었다. 하지만 이때 시노부 군과 오키타마 군의 영지 일부를 몰수당하여, 요네자와 번의 고쿠다카는 30만 석에서 15만 석으로 감소했다. 그럼에도 번사의 해고 정리가 이루어지지 않았기 때문에, 재정난에 박차가 가해지게 되었다.

## 사인
쓰나카쓰의 사인에 대해서는 기라 요시히사에 의한 독살설이 있다. 이는 쓰나카쓰가 동생의 시집인 기라 가를 방문한 직후에 발병하였고, 그 증상이 독살에 의한 것과 유사했기 때문이다. 우에스기 가의 에도 가로 지사카 다카후사의 〈삭봉일기〉에 복통과 구토 등 쓰나카쓰의 증상이 상세히 나와 있다. 하지만 그 증상만으로는 식중독인지 독살인지 의학적으로 판별하지 어렵다고 한다.
| 전임 우에스기 사다카쓰 | 제3대 요네자와번 번주 1645년 ~ 1664년 | 후임 우에스기 쓰나노리 |